# Beauford Cars

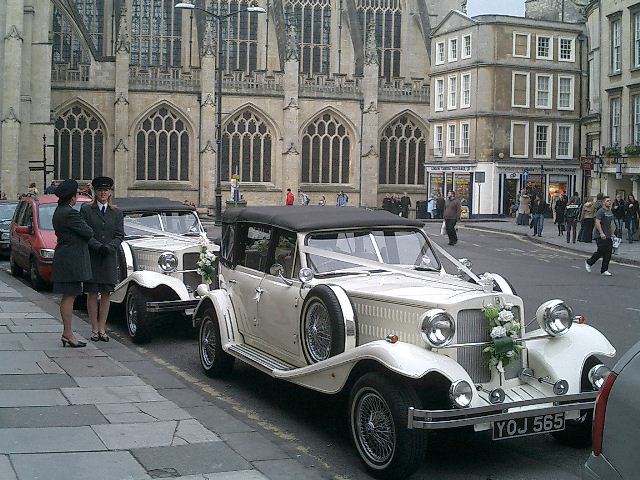
Beauford bei einer Hochzeit in Bath Abbey

Die Beauford Cars Ltd. ist ein britischer Automobilhersteller, der seit 1985 in Upholland (Lancashire) und Stoke-on-Trent (Staffordshire) ansässig ist. Er stellt Kit Cars her.
Die ersten Fahrzeuge entstanden 1985 auf Basis des Mini, wobei der Fahrgastraum später durch einen GFK-Aufbau ersetzt wurde. Er ist auf einem Leiterrahmen montiert. Vorne ist eine lange Motorhaube mit geschwungenen Kotflügeln angesetzt, sodass der Eindruck eines Luxuswagens aus den 1930er-Jahren entsteht. Der Wagen kann mit einer Reihe von Motoren ausgestattet werden, z. B. von Ford, Nissan oder Rover. Auf Wunsch gibt es die Radaufhängung des Ford Sierra.
Es werden sowohl offene als auch geschlossene Ausführungen geliefert. Besonders als „Hochzeitskutschen“ werden diese Fahrzeuge geschätzt.

## Trivia
Eine Beauford Limousine wurde im Kinofilm Die Mumie (1999) verwendet.